# Cầu vượt Ngã Tư Sở

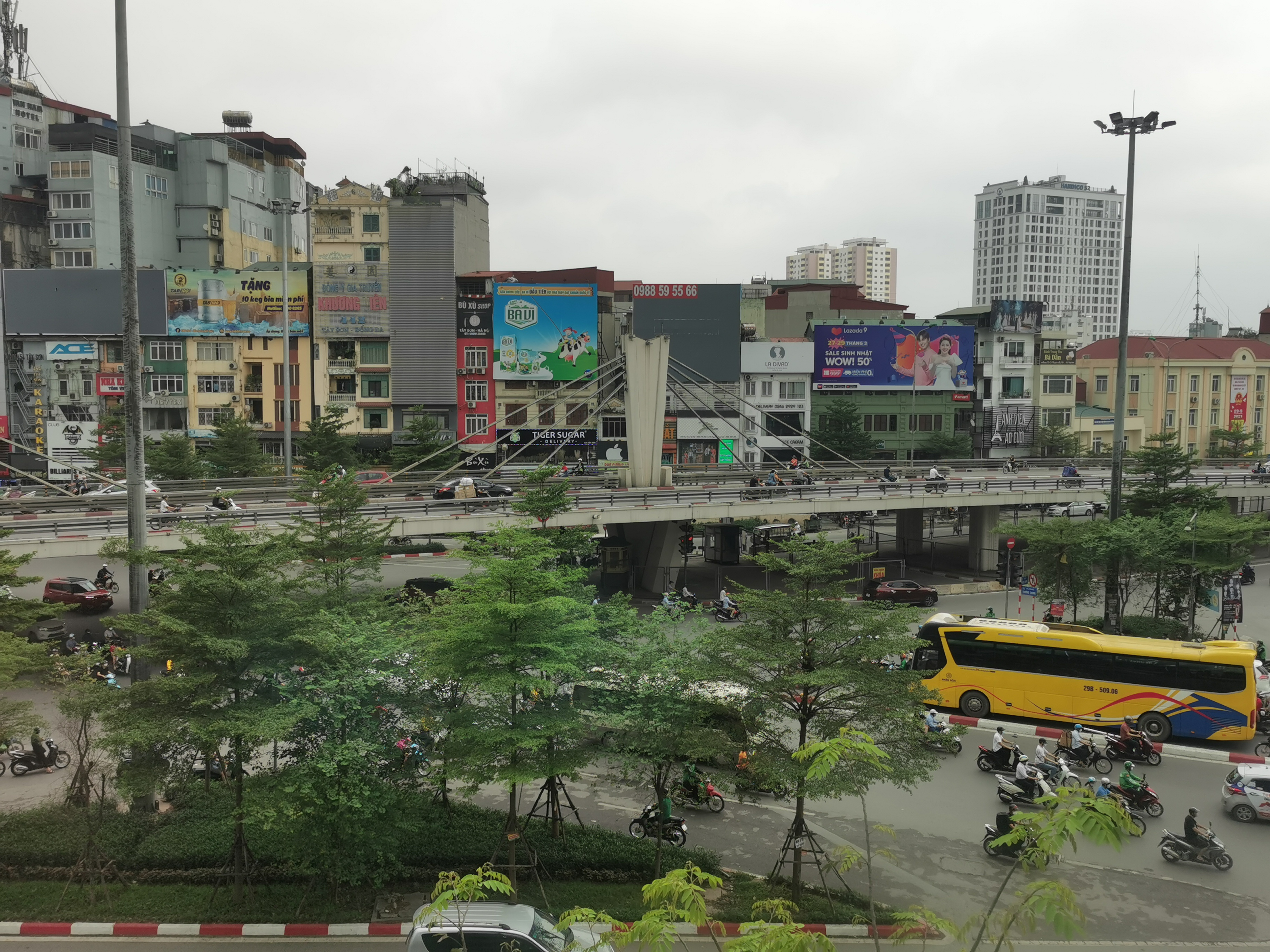
Cầu vượt Ngã Tư Sở

Cầu vượt Ngã Tư Sở là một cầu vượt ở Ngã Tư Sở, Hà Nội, Việt Nam.
Cầu chạy theo hướng từ Hà Nội đi Hà Tây. Nó được thiết kế để giảm ách tắc cho hướng đi từ đường Láng đến đường Trường Chinh. Khu vực Ngã Tư Sở, với mật độ giao thông thuộc loại lớn nhất Hà Nội, trong thời gian từ thập kỷ 1990 đến trước khi cầu được xây dựng luôn là nơi xảy ra tắc đường.

## Thông tin chung
Cầu vượt Ngã Tư Sở là một cầu dây văng một mặt phẳng và là loại đầu tiên như vậy được xây tại Hà Nội. Nó có trụ thấp với kết cấu dầm bản Extradosed liên tục bê tông dự ứng lực từng phần. Cầu có chiều dài là 237 m và chiều rộng là 17,5 m; với 8 trụ, 2 mố, 9 nhịp và 2 đường dẫn. Các móng cọc khoan nhồi có đường kính 1.000 mm.
Toàn bộ công trình xây dựng không chỉ bao gồm cầu vượt Ngã Tư Sở mà còn có hầm bộ hành, tuy nen kỹ thuật, hệ thống chiếu sáng, tín hiệu giao thông, cấp thoát nước, cây xanh, 4 khu vệ sinh tại 4 cửa hầm đường bộ. Tất cả nằm trên nút giao thông Ngã Tư Sở có diện tích 7,8 ha.
Cầu được thi công bởi nhà thầu là liên doanh Tổng công ty Xây dựng Vinaconex (Việt Nam) và Công ty Sumitomo (Nhật Bản). Thời gian thi công dự kiến trước khi xây là khoảng 16 tháng. Viện Cầu và Kết cấu Nhật Bản (JBSI) đã làm tư vấn giám sát công trình này.
Chi phí tổng cộng cho công trình là 1.139,6 tỷ đồng, với nguồn tiền từ vốn ODA của Nhật Bản và vốn của chính phủ Việt Nam; trong đó chi phí xây lắp là 224 tỷ đồng, chi phí giải phóng mặt bằng là 748 tỷ đồng, và 167,1 tỷ đồng là các chi phí khác.
Dự án đã phải giải tỏa 1.100 hộ dân, với 1.000 hộ trong số đó cần tái định cư. Các nơi tái định cư là 104 căn hộ ở làng quốc tế Thăng Long, 264 hộ ở khu đền Lừ, 286 căn hộ ở khu Đại Kim và 480 căn ở khu Nam Trung Yên.

## Lịch sử
Từ đầu năm 2004, kế hoạch giải phóng mặt bằng để xây dựng cầu vượt Ngã Tư Sở đã được lập. Thông báo số 47/TB-UB của phó Chủ tịch Ủy ban Nhân dân thành phố Hà Nội, Lê Quý Đôn, ghi: Việc giải phóng mặt bằng nút giao thông Ngã tư Sở, Ngã tư Vọng, ủy ban nhân dân TP yêu cầu phải cơ bản hoàn thành xong trước ngày 30/6/2004. Yêu cầu Ban quản lý dự án trọng điểm, ủy ban nhân dân quận Thanh Xuân, ủy ban nhân dân quận Đống Đa khẩn trương, kiên quyết thực hiện.
Tuy nhiên sau thời hạn 30 tháng 6 năm 2004, vẫn còn nhiều hộ dân chưa được giải tỏa do không chấp nhận giá đền bù hoặc muốn đo lại đất. Giá đất đền bù cao nhất đã được trả là 23,5 triệu đồng/m2.
Ngày 28 tháng 12 năm 2004, quận Thanh Xuân tổ chức cưỡng chế giải phóng mặt bằng. Đến ngày 4 tháng 1 năm 2005, các hộ dân chưa di chuyển khỏi khu vực giải phóng mặt bằng thuộc địa phận quận Đống Đa cũng đã bị cưỡng chế.
Ngày 30 tháng 4 năm 2005, cầu đã được khởi công.
Vào giữa tháng 2 năm 2006, kỹ sư Lương Đình Chiến, vốn là giám sát viên kỹ thuật của công trình được Viện Cầu và Kết cấu Nhật Bản (JBSI) thuê từ Tổng công ty Tư vấn thiết kế giao thông vận tải (TEDI), đã bị nhận các cuộc điện thoại dọa giết nếu giám sát kỹ công trình. Nguyễn Mạnh Hà, kẻ gọi điện, đã bị bắt và khai báo thực hiện các cuộc gọi điện theo yêu cầu của Nguyễn Văn Hương, nhân viên Công ty cổ phần Xây dựng số 5 (Vinaconex 5), một nhà thầu phụ tại dự án. Ngay sau đó Nguyễn Văn Hương đã bị bắt và khai nhận thực hiện việc dọa nạt do không muốn công việc của mình bị giám sát chặt chẽ.
Ngày 19 tháng 5 năm 2006, việc thông xe kỹ thuật đã được tiến hành.